# Onopordum macrocephalum
Onopordum macrocephalum là một loài thực vật có hoa trong họ Cúc. Loài này được Eig mô tả khoa học đầu tiên năm 1942.